# Saint-Goazec
Saint-Goazec (bretonisch Sant-Wazeg) ist eine französische Gemeinde im Westen der Bretagne im Département Finistère mit 730 Einwohnern (Stand 1. Januar 2022). Sie gehört zum Arrondissement Châteaulin und zum Kanton Briec.

## Lage
Der Ort befindet sich rund 35 Kilometer östlich der Atlantikküste am Ufer des Flusses Aulne und am nördlichen Rand des Höhenzuges 'Montagnes Noires.
Quimper liegt 30 Kilometer südwestlich, die Groß- und Hafenstadt Brest 57 Kilometer nordwestlich und Paris etwa 470 Kilometer östlich (Angaben in Luftlinie).
Bei Châteaulin, Briec und Rosporden gibt es Abfahrten am E-60-Abschnitt Brest–Nantes und u. a. bei Morlaix befindet sich eine weitere an der E 50 Richtung Rennes.
In Châteaulin, Quimper und Rosporden halten Regionalbahnen an der Bahnlinie Brest–Nantes.

## Bevölkerungsentwicklung
| Jahr                       | 1962 | 1968 | 1975 | 1982 | 1990 | 1999 | 2007 | 2020 |
| Einwohner                  | 1042 | 976  | 845  | 876  | 771  | 725  | 705  | 713  |
| Quellen: Cassini und INSEE |      |      |      |      |      |      |      |      |

## Sehenswürdigkeiten
Die wichtigsten Sehenswürdigkeiten des kleinen Ortes sind ein Galeriegrab des Typs "arc-boutée" bzw. "à dalles inclinées" von Castel-Ruffel, die Menhire von Trimen und das Schloss Trévarez aus dem ausgehenden 19. Jahrhundert.

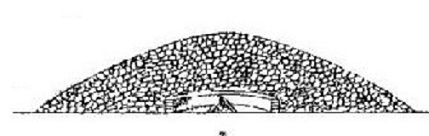
Tumulus von Coat-plin-Coat bei Saint-Goazec von Paul du Chatellier gezeichnet
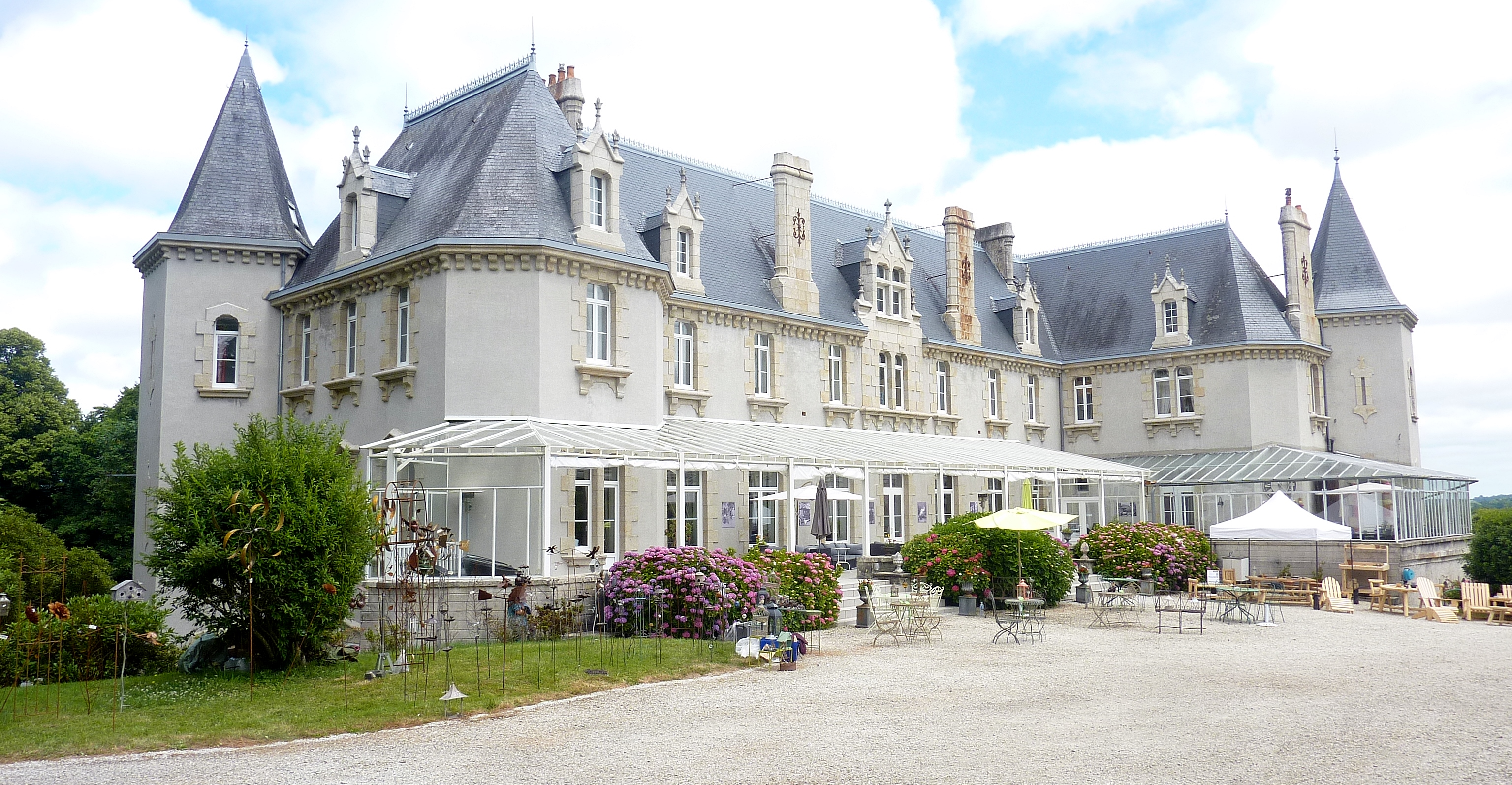
Schloss Kervoazec
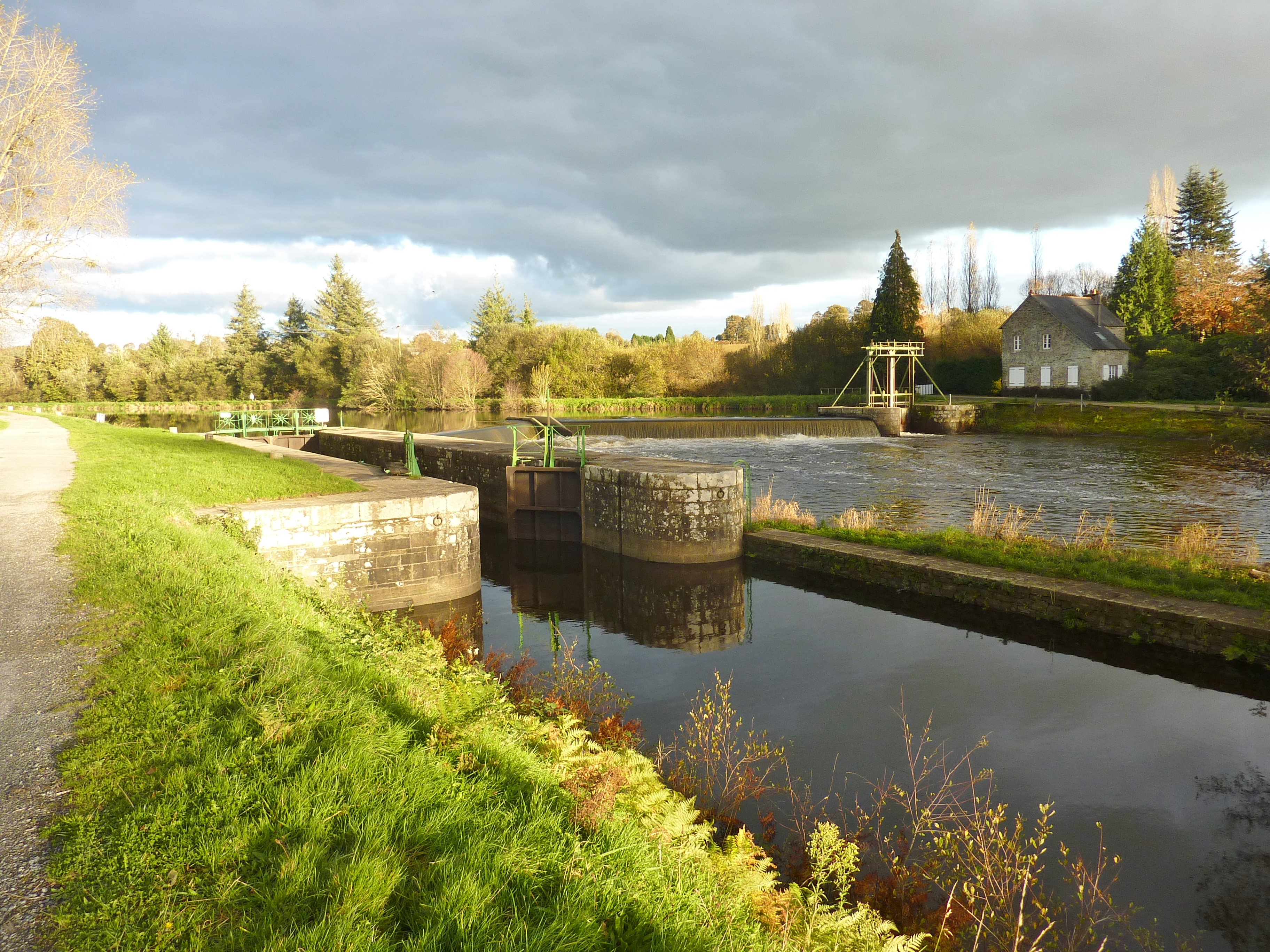
Schleuse Voaquer
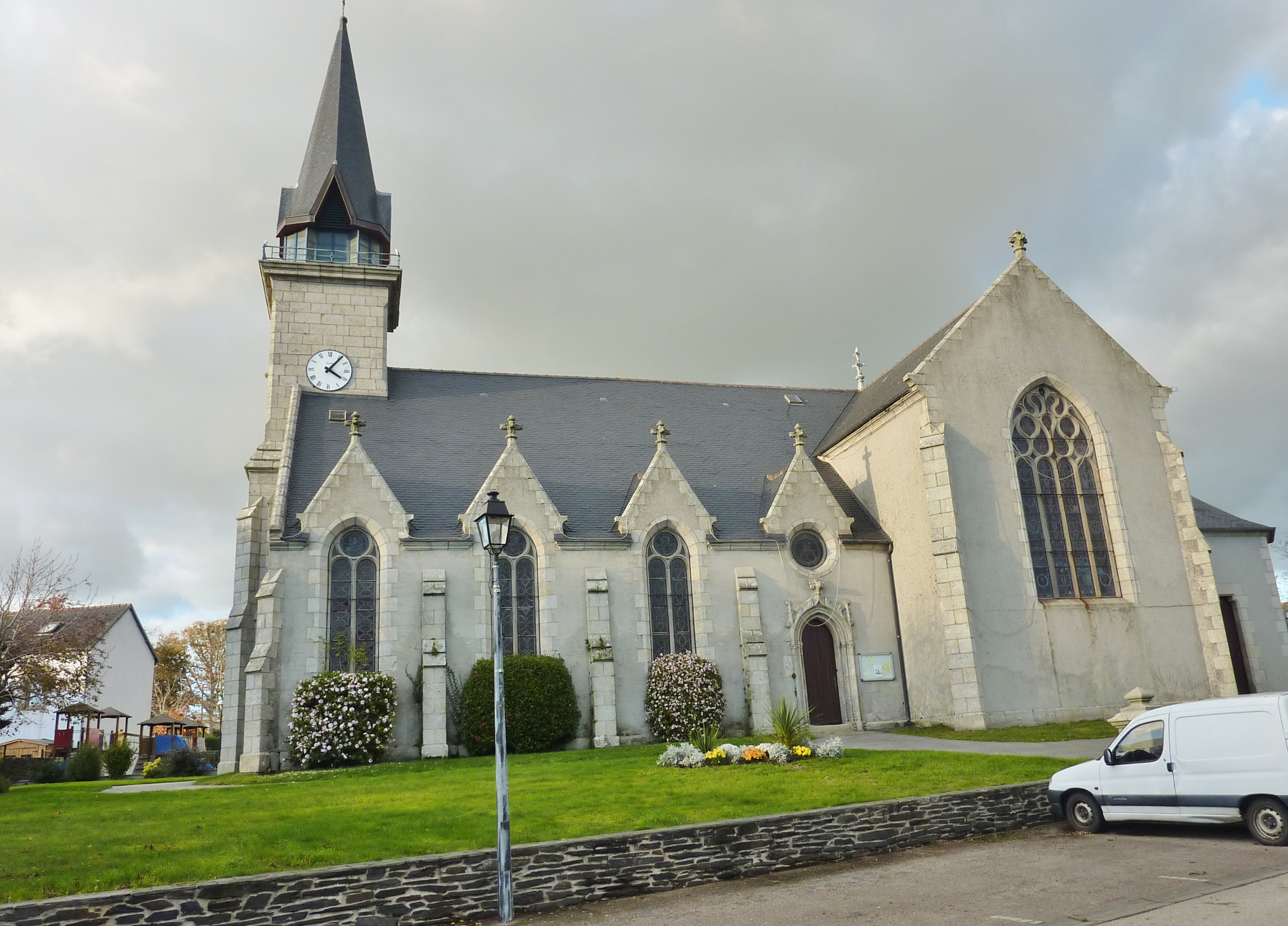
Kirche Saint-Pierre
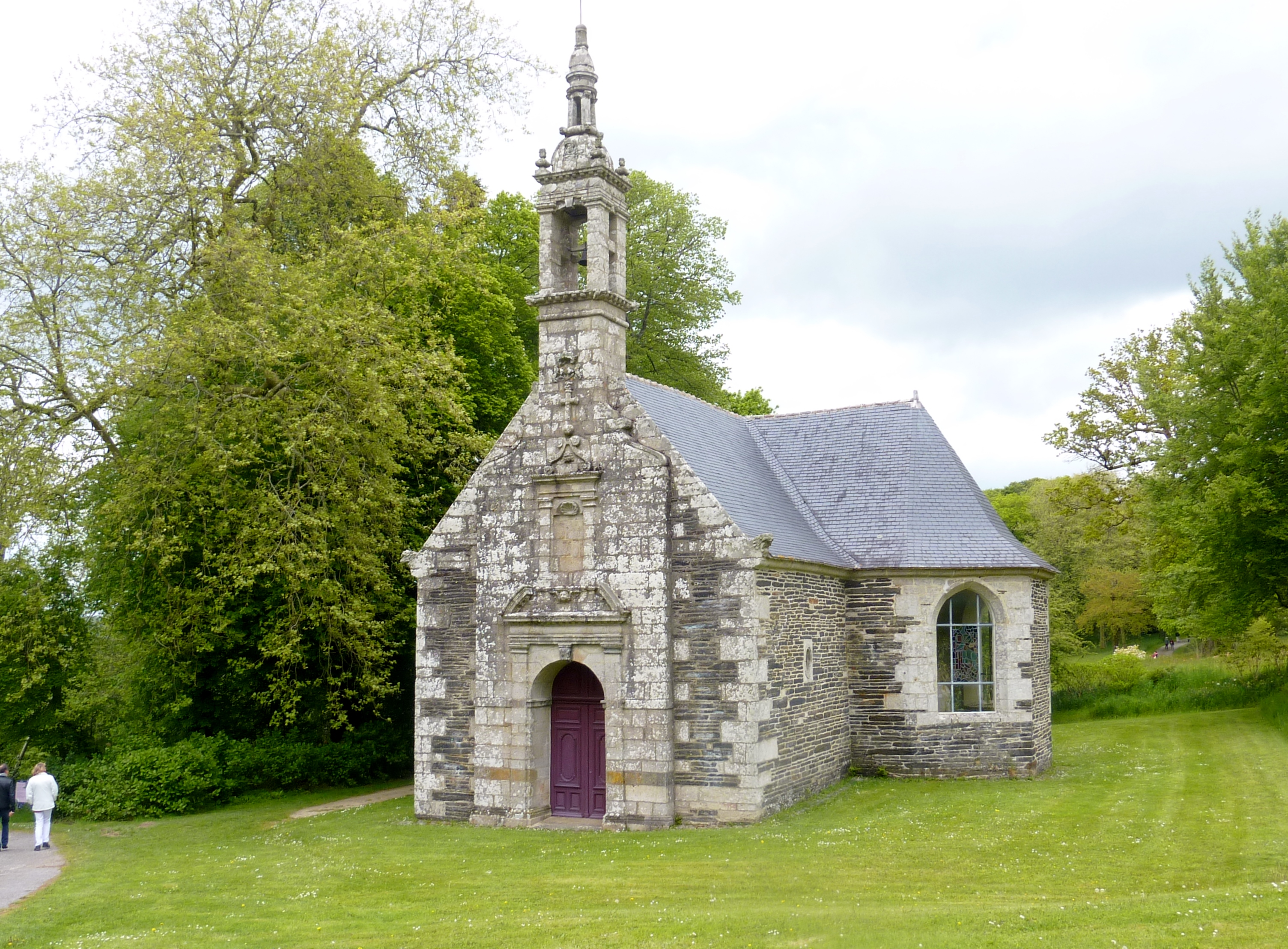
Kapelle Saint-Hubert
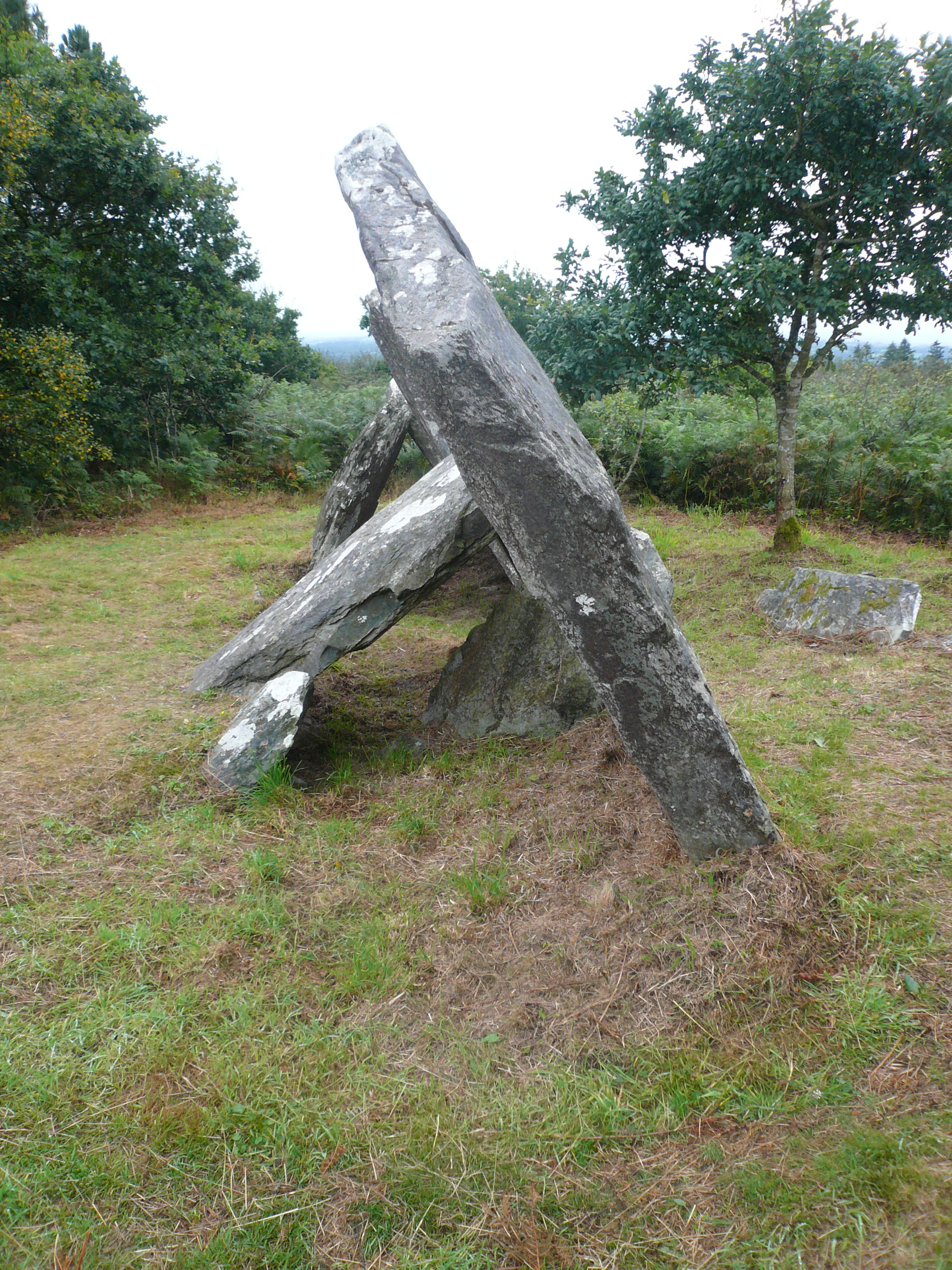
Allée couverte Castel-Ruffel